# Itaúna
Itaúna is een gemeente in de Braziliaanse deelstaat Minas Gerais. De gemeente telt 85.838 inwoners (schatting 2009).

## Aangrenzende gemeenten
De gemeente grenst aan Carmo do Cajuru, Igaratinga, Itatiaiuçu, Mateus Leme en Pará de Minas.